# P. T. Barnum
Phineas Taylor "P. T." Barnum (5 tháng 7 năm 1810 – 7 tháng 4 năm 1891) là một chính trị gia, người trình diễn, và một doanh nhân người Mỹ nổi tiếng vì việc quảng cáo những tin đồn lừa đảo và việc thành lập đoàn xiếc Barnum & Bailey. Mặc dù Barnum cũng là một tác giả, nhà xuất bản, người làm từ thiện và trong một thời gian là một chính trị gia, ông tự nói về mình: "Tôi là một người trình diễn chuyên nghiệp... và tất cả những việc khác không làm gì thêm cho tôi cả", và mục tiêu cá nhân của ông là "đưa tiền vào túi của mình". Barnum là người được cho là đã tạo ra cụm từ "Có một kẻ ăn bám sinh ra trong mỗi phút", nhưng thực tế là không phải Barnum đã nói câu này.
Sinh ra tại Bethel, Connecticut, Barnum trở thành chủ doanh nghiệp nhỏ ở tuổi 20, và thành lập một tờ báo tuần, trước khi chuyển đến thành phố New York năm 1834. Ông bắt đầu sự nghiệp giải trí, trước hết là với một đoàn kịch được gọi là "Barnum's Grand Scientific and Musical Theater", và ngay sau đó bằng cách mua bảo tàng Mỹ của Scudder, nơi ông đổi tên theo tên mình. Barnum đã sử dụng viện bảo tàng làm nền tảng để quảng bá những tin đồn lừa đảo và chuyện kỳ lạ của con người như người cá Feejee và tướng Tom lùn. Năm 1850, ông quảng bá cho chuyến lưu diễn của ca sĩ Jenny Lind (người Thụy Điển), trả cho cô một khoản tiền 1.000 đô la/đêm chưa từng thấy trong 150 đêm. Sau những biến động về kinh tế do những khoản đầu tư xấu vào những năm 1850 và những năm kiện tụng và bị hạ nhục công khai, ông đã sử dụng một chuyến lưu diễn thuyết trình, phần lớn làm một diễn giả với chủ đề kiềm chế, nhằm thoát khỏi nợ nần. Bảo tàng của ông đã thêm hồ cá đầu tiên của Mỹ và mở rộng kho người hình sáp. Trong khi ở New York, ông đã chuyển đổi sang chủ nghĩa phổ quát (Universalism) và là một thành viên của Giáo hội Thánh Cha, nay là Hiệp hội Hợp nhất Thứ tư ở Thành phố New York.
Barnum phục vụ hai nhiệm kỳ tại cơ quan lập pháp Connecticut năm 1865 như là một đại diện Đảng Cộng hòa ở Fairfield. Với việc phê chuẩn bản Tu chính thứ mười ba đối với Hiến pháp Hoa Kỳ về chế độ nô lệ và quyền bầu cử của người Mỹ gốc Phi, Barnum đã phát biểu trước cơ quan lập pháp và nói, "Một linh hồn con người", mà Thiên Chúa đã tạo ra và Chúa Kitô đã hy sinh vì nó, không phải là thứ có thể coi thường. Nó có thể nằm trong người Trung Hoa, Thổ Nhĩ Kỳ, Ả rập hay Hottentot - nó vẫn là một linh hồn bất tử". Được bầu vào năm 1875 với tư cách thị trưởng thành phố Bridgeport, Connecticut, ông đã làm việc để cải thiện việc cung cấp nước, mang ánh sáng khí đến các đường phố, và thực thi luật cấm rượu và mại dâm. Barnum đóng vai trò chính trong việc xây dựng Bệnh viện Bridgeport, được thành lập vào năm 1878, và là vị chủ tịch đầu tiên.
Hoạt động kinh doanh xiếc là nguồn gốc của sự nổi tiếng lâu dài của ông. Ông đã thành lập "Bảo tàng du lịch Grand T. T. Barnum, Nhà hát, Caravan & Hippodrome", một rạp xiếc lưu động, nhà hát và bảo tàng của "những người cực đoan", mà đã dung nạp nhiều người trong những năm đó. Barnum chết trong giấc ngủ ở nhà mình vào năm 1891, và được chôn tại Nghĩa trang Mountain Grove, Bridgeport, nơi ông tự thiết kế.